# Багровая мята
«Багровая мята» (англ. Peppermint) — остросюжетный боевик режиссёра Пьера Мореля. В США фильм вышел	7 сентября 2018 года. В России фильм вышел 13 сентября 2018 года.

## Сюжет
На глазах у Райли Норт, любящей матери и жены, расстреливают всю её семью, она же с тяжёлыми ранениями выживает. Несмотря на свое состояние она может опознать стрелков, ими оказываются люди наркобарона Диего Гарсии. Однако, старший детектив полиции Лос-Анджелеса Белтран предупреждает своего юного напарника Кармайкла о судьбе предыдущего детектива, который был убит после попытки возбудить дело против Диего.
Райли посещает адвокат картеля Хендерсон и предлагает ей взятку, но она отказывается и он использует её антипсихотические лекарства, чтобы изобразить её в суде расстроенной и ненадежной. Подкупленный судья Стивенс, занимающийся делом, заявляет, что нет достаточных доказательств, чтобы позволить преступникам предстать перед судом. Возмущенная Райли пытается напасть на убийц своей семьи, но её подавляют и загружают в машину скорой помощи, чтобы доставить в психиатрическую больницу. Прежде, чем скорая помощь уезжает, она вырывается и сбегает.
Через пять лет скитаний по миру она возвращается и начинает свой крестовый поход против  тех, кто убил её семью. Расправляясь с бандитами одним за другим, она вершит свое правосудие. Позже она вычисляет всю банду Диего, чтобы раз и навсегда покончить с картелем.

## В ролях
| Актёр                 | Роль                     |
| --------------------- | ------------------------ |
| Дженнифер Гарнер      | Райли Норт               |
| Джон Ортис            | детектив Мойзес Бельтран |
| Джон Галлахер-младший | детектив Стэн Кармайкл   |
| Хуан Пабло Раба       | Диего Гарсия             |
| Энни Илонзе           | агент ФБР Лиза Инман     |
| Джефф Хэфнер          | Крис Норт                |

## Создание

### Разработка
В мае 2017 года стало известно, что французский режиссёр боевиков Пьер Морель возглавит проект с Дженнифер Гарнер в главной роли.
Сценарий написал Чад Сент-Джон, который ранее был соавтором сценария для London Has Fallen, в котором снялся Джерард Батлер. В августе 2017 года Дженнифер Гарнер заявила о присоединении к фильму.
Название «Багровая мята» относится к сорту мороженого, которое ела дочь, когда её убили.

### Съёмки
Съёмки фильма проходили в Калифорнии, в течение пятидесяти дней.
Координатор трюков Дон Ли ранее работал с Гарнер над «Сорвиголовой» и «Электрой». Гарнер тренировалась в течение трёх месяцев, чтобы подготовиться. Обучение включало в себя танцы, кардио-и силовые тренировки, боксерские тренировки, сессии стрельбы и каскадёрскую работу со своим давним двойником Шоной Дуггинс.

## Критика
Фрэнк Шек из The Hollywood Reporter сказал, что фильму «не хватает тонкости и чего-либо, хотя бы отдалённо напоминающего правдоподобие, но, как и его героиня, он определенно выполняет свою работу». Джуд Драй из IndieWire поставил фильму оценку «C+». Он написал, что Гарнер заслуживает того, чтобы «сниматься в фильмах получше», и сказал, что этот фильм является «редким возвращением в форму для Гарнер, которая с непринужденным обаянием вершит своё правосудие. К сожалению, это единственная причина, по которой можно посмотреть фильм».